# 影響世界的中國植物
《影響世界的中國植物》，又名《改变世界的中国植物》，是一部關於中國植物的自然紀錄片，由北京世界园艺博览会事务协调局發起、北京木子合成影视文化传媒有限公司製作，2019年9月13日首播。
它是中國大陸首部植物类纪录片，也是截止首播時中国国内時間最長的4K纪录片。其同名書籍則在同年8月21日發佈。

## 內容
《影响世界的中国植物》共有10集，標題為植物天堂、水稻、茶樹、竹子、桑樹、水果、大豆、本草、園林和花卉，每集50分钟，描述了21科28种中國植物對世界的影響。其製作用時兩年多，運用了无人机拍攝、水下拍攝和显微摄影等等多種拍摄方式。
該紀錄片共有200多人参与创作，拍攝團隊就有8個，攝影師有133個。地點包括中國的27省93个地区以及美国、英国、日本、意大利、新西兰、印度和马达加斯加7国的30多个地区。
其總顧問為中科院华南植物园的植物學家黄宏文，此外還有100多位來自中科院华南植物园、中科院昆明植物所、中科院植物研究所的植物學家參與。英国的邱园、爱丁堡皇家植物园也為拍攝提供了幫助。

## 外部連接
- 豆瓣电影上《影響世界的中國植物》的資料 （简体中文）

- 豆瓣读书上《影響世界的中國植物》的資料 （简体中文）